# Collegio plurinominale Sicilia - 02 (2020)
Il collegio elettorale plurinominale Sicilia - 02 è un collegio elettorale plurinominale della Repubblica italiana per l'elezione del Senato della Repubblica.

## Territorio
Come previsto dalla legge n. 51 del 27 maggio 2019, il collegio è stato definito tramite decreto legislativo all'interno della circoscrizione Sicilia.
Il collegio comprende la zona definita dai tre collegi uninominali Sicilia - 04 (Catania), Sicilia - 05 (Siracusa) e Sicilia - 06 (Messina) quindi le province di Enna, Siracusa e Ragusa e le città metropolitane di Messina e Catania.

## XIX legislatura

### Risultati elettorali
|                               | Fratelli d'Italia                                       | 202 245   | 18,57 | 1 | 371 705   | 34,12 | 2 |  |  |
|                               | Forza Italia                                            | 107 543   | 9,87  | – | 371 705   | 34,12 | 2 |  |  |
|                               | Lega per Salvini Premier                                | 54 533    | 5,01  | 1 | 371 705   | 34,12 | 2 |  |  |
|                               | Noi Moderati                                            | 7 384     | 0,68  | – | 371 705   | 34,12 | 2 |  |  |
|                               | Movimento 5 Stelle                                      | 266 783   | 24,49 | 1 | 266 783   | 24,49 | – |  |  |
|                               | Sud chiama Nord                                         | 191 622   | 17,59 | – | 191 622   | 17,59 | 1 |  |  |
|                               | Partito Democratico - Italia Democratica e Progressista | 125 126   | 11,49 | 1 | 168 066   | 15,43 | – |  |  |
|                               | Alleanza Verdi e Sinistra                               | 20 645    | 1,90  | – | 168 066   | 15,43 | – |  |  |
|                               | +Europa                                                 | 15 784    | 1,45  | – | 168 066   | 15,43 | – |  |  |
|                               | Impegno Civico – Centro Democratico                     | 6 511     | 0,60  | – | 168 066   | 15,43 | – |  |  |
|                               | Azione - Italia Viva                                    | 44 723    | 4,11  | – | 44 723    | 4,11  | – |  |  |
|                               | Italexit                                                | 19 953    | 1,83  | – | 19 953    | 1,83  | – |  |  |
|                               | Italia Sovrana e Popolare                               | 9 823     | 0,90  | – | 9 823     | 0,90  | – |  |  |
|                               | Unione Popolare                                         | 9 307     | 0,85  | – | 9 307     | 0,85  | – |  |  |
|                               | Vita                                                    | 5 079     | 0,47  | – | 5 079     | 0,47  | – |  |  |
|                               | Alternativa per l'Italia (PdF - Exit)                   | 2 286     | 0,21  | – | 2 286     | 0,21  | – |  |  |
| Totale                        | Totale                                                  | 1 089 347 | 100   | 4 | 1 089 347 | 100   | 3 |  |  |
|                               |                                                         |           |       |   |           |       |   |  |  |
| Voti non validi               | Voti non validi                                         | 97 096    | 8,18  |   |           |       |   |  |  |
| Votanti                       | Votanti                                                 | 1 186 443 | 57,78 |   |           |       |   |  |  |
| Elettori                      | Elettori                                                | 2 053 389 |       |   |           |       |   |  |  |
|                               |                                                         |           |       |   |           |       |   |  |  |
| Data: 25 settembre 2022       |                                                         |           |       |   |           |       |   |  |  |
| Fonte: Ministero dell'interno |                                                         |           |       |   |           |       |   |  |  |

### Eletti

#### Eletti nei collegi uninominali
Eletti nella coalizione di centro-destra (FdI - Lega - FI - NM)
| Collegio uninominale | Eletto | Eletto         | Partito             |
| -------------------- | ------ | -------------- | ------------------- |
| 4. Catania           |        | Nello Musumeci | DiventeràBellissima |
| 5. Siracusa          |        | Salvo Sallemi  | Fratelli d'Italia   |
| 6. Messina           |        | Dafne Musolino | Sud chiama Nord     |

1. ↑  In data 05.10.2023 aderisce al gruppo Azione - Italia Viva - Renew Europe, dal 09.11.2023 denominato Italia Viva - Il Centro - Renew Europe.

#### Eletti nella quota proporzionale
| Movimento 5 Stelle | Fratelli d'Italia | Partito Democratico-IDP | Lega                       |
| ------------------ | ----------------- | ----------------------- | -------------------------- |
|                    |                   |                         |                            |
| Barbara Floridia   | Salvo Pogliese    | Antonio Nicita          | Antonino Salvatore Germanà |